# موصل فائق
الموصل الفائق أو الموصل المثالي هو موصل كهربائي قيمة مقاومته صفر، فلا تملك مادته التي صنع منها أي مقاومية وإنما في المقابل تتمتع بموصلية فائقة وهو مبدأ مثالي في الهندسة الكهربية لا يمكن الوصول إليه في الوقت الراهن ولكنه يستعمل حينما تكون مقاومة الموصل صغيرة فيستحسن اهمالها كما في مقاومة أسلاك التوصيل في دائرة كهربائية، حيث يتم اهمالها تماما أثناء تمثيل الدوائر حيث يستخلص من رؤية الرسم أن قيمة الأسلاك صغيرة لدرجة لا يمكنها خلالها أن تؤثر بقيمة معتبرة على شدة التيار الكهربائي المار في الموصل.
كما يؤثر الموصل المثالي حين يوصل في دائرة مغناطيسية على انسياب التدفق المغناطيسي كما في تأثير ميسنر.